# Angle Vale
Angle Vale – miasto w Australii, w stanie Australia Południowa.